# Massif de la Hotte
Massif de la Hotte är en bergskedja i Haiti. Den ligger i den västra delen av landet, 180 km väster om huvudstaden Port-au-Prince.